# Pozorrubielos de la Mancha
Pozorrubielos de la Mancha es un municipio español de la provincia de Cuenca, en la comunidad autónoma de Castilla-La Mancha. Comprende las pedanías de Pozoseco, Rubielos Altos y Rubielos Bajos. Tiene un área de 73,05 km² con una población de 211 habitantes (INE 2015) y una densidad de 3,17 hab./km².

## Geografía
Está localizado en la comarca de La Manchuela conquense. Su término municipal es extenso, predominantemente llano una vez superada la depresión del río Júcar que forma el límite occidental. La principal localidad, Rubielos Bajos, se encuentra a 84 kilómetros de la capital provincial. La altura media del municipio ronda los 800 metros de altitud. Por su término municipal pasa la Autovía del Este (entre los pK 196 y 206), la CM-3114 y la N-310.
| Noroeste: Alarcón                           | Norte: Valhermoso de la Fuente | Nordeste: Alarcón              |
| Oeste: Tébar                                |                                | Este: El Peral                 |
| Suroeste: El Picazo y Villanueva de la Jara | Sur: Villanueva de la Jara     | Sureste: Villanueva de la Jara |

## Demografía
Pozorrubielos de la Mancha cuenta con una población de 164 habitantes (INE 2024).
| Gráfica de evolución demográfica de Pozorrubielos de la Mancha entre 1981 y 2021 |
| |
| Población de derecho según los censos de población del INE Población de hecho según los censos de población del INEEntre el censo de 1981 y el anterior, aparece este municipio porque se fusionan los municipios Pozoseco, Rubielos Altos y Rubielos Bajos |

### Población por pueblos
| Posición | Municipio      | Población |
| -------- | -------------- | --------- |
| 1.ª      | Rubielos Bajos | 146       |
| 2.ª      | Rubielos Altos | 25        |
| 3.ª      | Pozoseco       | 17        |

#### Rubielos Bajos

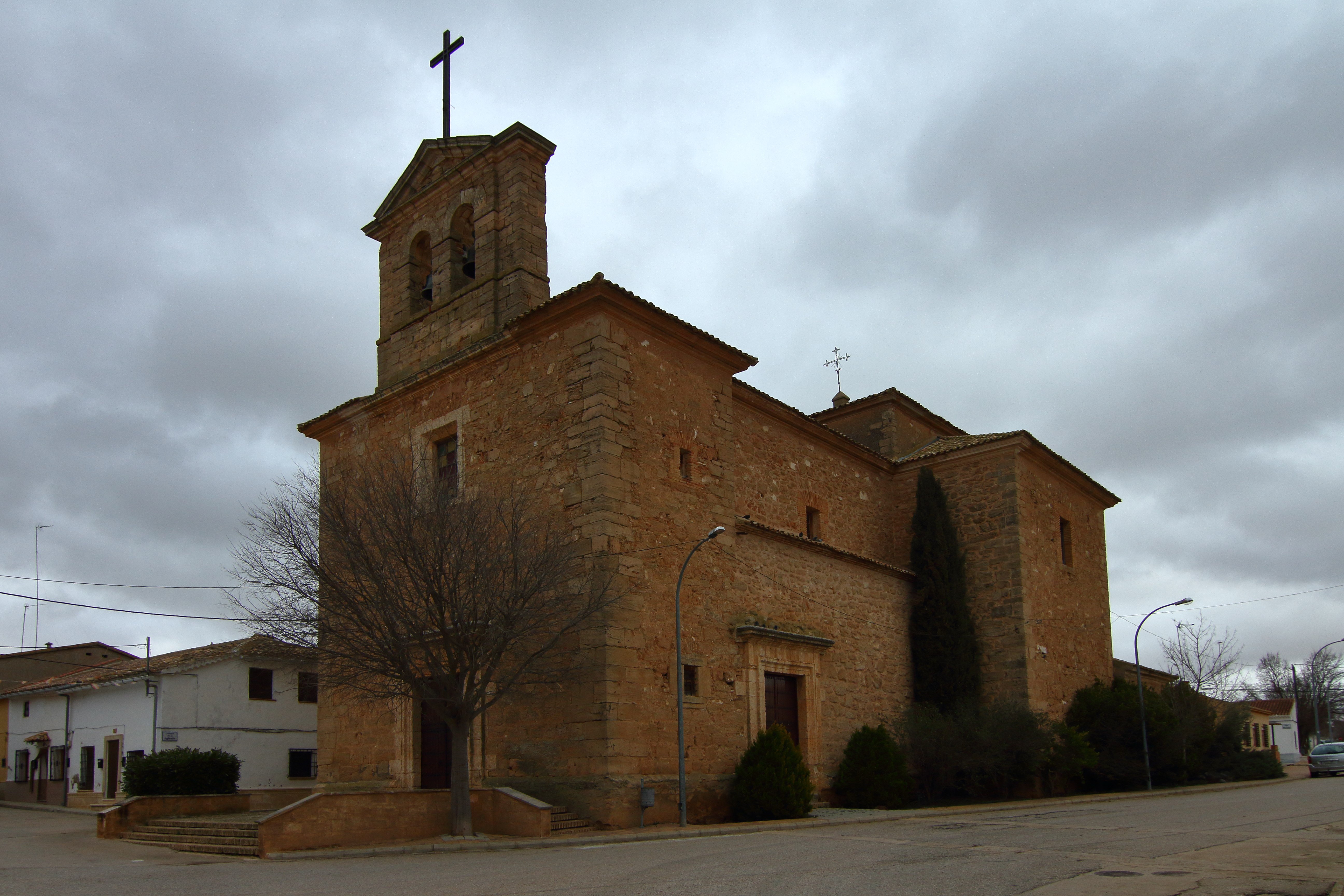
Iglesia de San Ginés, Rubielos Bajos

Es el pueblo más grande del municipio y su capital municipal. Tiene una población de 162 habitantes. Está a una altitud de 798 m s. n. m. Es un pueblo muy bien comunicado ya que está junto a la N-310. En cuanto a monumentos cabe destacar la iglesia de San Ginés que data de 1782, es una planta de cruz latina con capillas laterales, ábside rectangular y cúpula sobre pechinas, dónde están representados en fresco los cuatro evangelistas. También está el Rollo de Justicia que era donde se exponían para su humillación aquellos que habían cometido algún delito. Está coronado por una Cruz de Caravaca. Las fiestas del pueblo son en agosto y en diciembre. En agosto son las de San Ginés y son del 14 al 17 de agosto. En diciembre se celebran las de Santa Bárbara y son del 5 al 8. En las de Santa Bárbara se da el tradicional puñao. En Rubielos también se está desarrollando el turismo rural, contando con varias casas rurales en el pueblo.

#### Rubielos Altos
Tiene una población de 28 habitantes. Está a 799 metros sobre el nivel del mar. Sus edificios más importantes son la iglesia de San Ildefonso y la ermita de San Pedro. Sus fiestas patronales son el 15 de agosto en honor a la Virgen de Copacabana y el 14 de agosto y 14 de septiembre en honor al Santísimo Cristo de la Antigüedad.

#### Pozoseco
Tiene una población de 21 habitantes y está a 811 m s. n. m. Está bien comunicado ya que pasa por allí la A-3. Una fiesta significativa en Pozoseco es la del Corpus Christi.